# Guerra sammarinese
La guerra sammarinese è stato un conflitto combattuto tra il 1460 e il 1463 da San Marino contro il comune di Rimini, a seguito di una disputa per il possesso di alcuni territori promessi dal Papa. Al termine della guerra vennero fissati i nuovi confini della Repubblica di San Marino, rimasti immutati fino ad oggi.

## Storia
Nel 1460 papa Pio II promise a San Marino alcuni dei territori amministrati dai Malatesta. Con un breve apostolico del 30 dicembre il papa concesse dei feudi.

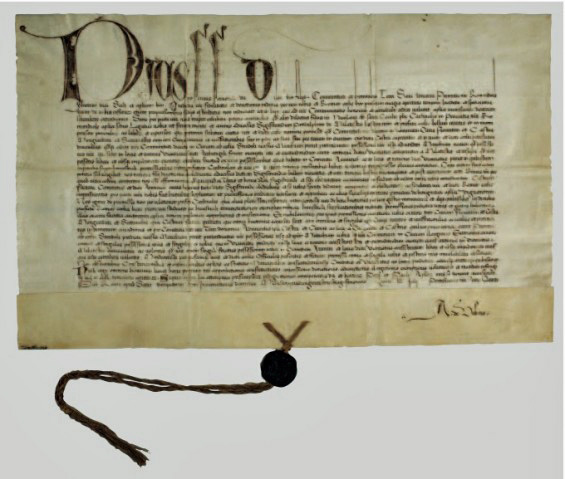
Lettera di papa Pio II per la ratifica dei Patti di Fossombrone del 1463

Tra il 1460 e il 1463 San Marino si alleò con il duca di Urbino Federico da Montefeltro e con papa Pio II contro i Malatesta, che minacciavano il Monte Titano con i fortilizi presenti a Domagnano, Faetano e Fiorentino, situati a pochi chilometri dalla capitale, Città di San Marino. Durante la guerra i sammarinesi occuparono tutti i fortilizi dei Malatesta che minacciavano San Marino, arrivando ad occupare i territori malatestiani fino a Falciano, a soli 10 km da Rimini. I Malatesta, guidati da Sigismondo Pandolfo, riuscirono invece soltanto a mantenere il fortilizio di Cerasolo a protezione di Rimini.
Dopo varie vittorie sammarinesi, nel 1462 il pontefice concesse anche il castello di Faetano. A San Marino vennero così annessi i castelli di Domagnano, Faetano, Fiorentino, Montegiardino e Serravalle.
La guerra si concluse con la firma dei Patti di Fossombrone, avvenuta il 27 giugno 1463, che sancì la pace tra i Malatesta di Rimini e San Marino. Il trattato di pace stabilì i confini di San Marino, che sono rimasti immutati da allora.